# Emil Portén
Carl Emil Portén, född 5 juni 1999, är en svensk fotbollsspelare som spelar för FBK Karlstad.

## Karriär
Porténs moderklubb är IF Örnen. Han gick som junior till Degerfors IF. I januari 2019 flyttades Portén upp i A-laget, där han skrev på ett tvåårskontrakt. Portén gjorde sin Superettan-debut den 6 april 2019 i en 2–1-vinst över Jönköpings Södra, där han blev inbytt i den 66:e minuten mot Viktor Götesson. I augusti 2019 lånades Portén ut till division 3-klubben Nora BK.
Portén gjorde endast ett inhopp för Degerfors IF under säsongen 2020, då de blev uppflyttade till Allsvenskan. Under säsongen var Portén även utlånad till division 2-klubben IF Karlstad Fotbollutveckling, där han spelade nio matcher och gjorde ett mål.
I februari 2021 blev Portén klar för Nordvärmlands FF. Inför säsongen 2023 gick han till FBK Karlstad.I december 2023 förlängde han sitt kontrakt med ett år